# Yosep I
Yosep (Diyarbakır, ... – Roma, 10 novembre 1707) è stato un patriarca cattolico ottomano, eparca di Amida e patriarca di Babilonia dei Caldei (a capo della Chiesa caldea) con il nome di Yosep I.

## Contesto storico
Attorno al 1660-1670 la Chiesa nestoriana era divisa in due patriarcati:
- l'antica sede di Alqosh, nel monastero di Rabban Ormisda (nord della Mesopotamia); con il patriarca Mar Shimun IV (circa 1437-1497) era stato introdotto il principio della successione ereditaria, per cui il titolo patriarcale veniva ereditato dai parenti del patriarca in carica (fratelli, cugini o nipoti); questa linea patriarcale ortodossa ebbe termine quando Yukhannan VIII Hormizd, nipote dell'ultimo patriarca di Alqosh Elia XIII (1778-1804), aderì al cattolicesimo e trasferì la sede a Mosul;
- la sede recente di Qochanis, sorta nel 1662 quando, dopo la morte di Shimun XII, patriarca della prima serie dei patriarchi cattolici caldei, il suo successore Mar Shimun XIII Denha abiurò la fede cattolica per ritornare al nestorianesimo, senza però rinunciare al titolo patriarcale; questa è la serie patriarcale nestoriana tuttora esistente.

Con la morte di Mar Shimun XII nel 1662 si interruppe il patriarcato cattolico, perché, come detto, il suo successore, Mar Shimun XIII Denha abiurò la fede cattolica per ritornare al nestorianesimo. Tentativi di unione con i patriarchi di Alqosh fallirono a causa soprattutto delle distanze e per la difficoltà di questi a rinunciare alla propria fede.
Migliori invece furono le prospettive nella comunità di Amida, dove operavano i missionari Cappuccini, i quali riuscirono a convertire al cattolicesimo il vescovo della città, Yosep.

## Biografia
Non si conosce la data di nascita di Yosep, che fu consacrato vescovo nestoriano di Amida, sua città natale, nel 1667. Sotto l'impulso del missionario cappuccino Jean-Baptiste de Saint-Aignan, si convertì al cattolicesimo nel 1672. La sua conversione portò ad una dura reazione del patriarca nestoriano Eliya X Yukhannan Maraugin, che venne personalmente ad Amida per insediare un nuovo vescovo, Davide, e far imprigionare il vescovo ribelle.
Yosep, liberato dopo pagamento di un forte riscatto, si recò in pellegrinaggio a Roma, per professare la sua sincera fede cattolica e ricevere aiuto dal papa. Tuttavia non ottenne niente se non un breve di felicitazioni di papa Clemente X. Del tutto insperato fu invece il firmano che il governo turco gli rilasciò nel 1677, con il quale era riconosciuto patriarca di Amida e Mardin, indipendente dal patriarca di Alqosh. Questo decreto non aveva alcun valore dal punto di vista ecclesiastico, ma fu il punto di partenza affinché Roma prendesse la decisione definitiva di riconoscerlo come patriarca dei caldei cattolici (8 gennaio o 20 maggio 1681), benché non ci fosse mai stata un'esplicita elezione patriarcale.
Nel 1695 rassegnò le dimissioni da patriarca affidando la sede al suo vicario, Sliba Bet Ma'aruf, e si ritirò a Roma, dove morì il 10 novembre 1707.